# Ordre dens
En matemàtiques, un ordre parcial o total < en un conjunt {\displaystyle X} es diu que és dens si, per a totes {\displaystyle x} i {\displaystyle y} en {\displaystyle X} tals que {\displaystyle x<y}, hi ha una {\displaystyle z} en {\displaystyle X} tal que {\displaystyle x<z<y}. És a dir, per a dos elements qualsevol, un més petit que l'altre, hi ha un altre element entre ells. Per als ordres totals, això es pot simplificar a "per a dos elements diferents, hi ha un altre element entre ells", ja que tots els elements d'un ordre total són comparables.

## Exemple
Els nombres racionals com a conjunt ordenat linealment són un conjunt densament ordenat en aquest sentit, igual que els nombres algebraics, els nombres reals, els racionals diàdics i les fraccions decimals. De fet, tot anell ordenat arquimedià que és extensió de l'anell dels nombres enters {\displaystyle \mathbb {Z} [x]} és un conjunt densament ordenat.
 
D'altra banda, l'ordre lineal dels nombres enters no és dens.

## Unicitat dels ordres densos totals sense punts finals
Georg Cantor va demostrar que donats dos conjunts numerables densos totalment ordenats i no buits sense límits inferiors o superiors, aquests són isomorfs com a ordres parcials. Això fa que la teoria d'ordres lineals densos sense límits sigui un exemple d'una teoria {\displaystyle \omega }-categòrica on {\displaystyle \omega } és l'ordinal límit més petit. Per exemple, existeix un isomorfisme d'ordre entre els nombres racionals i altres conjunts numerables densament ordenats, inclosos els racionals diàdics i els nombres algebraics. Les proves d'aquests resultats utilitzen el mètode back-and-forth.
La funció de signe d'interrogació de Minkowski es pot utilitzar per determinar els isomorfismes d'ordre entre els nombres algebraics quadràtics i els nombres racionals, i entre els racionals i els racionals diàdics .

## Generalitzacions
Qualsevol relació binària {\displaystyle R} es diu que és densa si, per a tot parell d'elements {\displaystyle x} i {\displaystyle y} relacionats a través de {\displaystyle R}, hi ha una {\displaystyle z} tal que {\displaystyle x} està {\displaystyle R}-relacionada amb {\displaystyle z} i {\displaystyle z} està {\displaystyle R}-relacionada amb {\displaystyle y}. Formalment:
{\displaystyle \forall x\forall y\exists z(xRy\rightarrow xRz\land zRy)}
Les condicions suficients perquè una relació binària {\displaystyle R} en un conjunt {\displaystyle X} sigui densa són:
- {\displaystyle R} és reflexiva;
- {\displaystyle R} és coreflexiva;
- {\displaystyle R} és quasireflexiva;
- {\displaystyle R} és euclidiana per l'esquerra o per la dreta; o
- {\displaystyle R} és simètrica i semi-connexa i {\displaystyle X} té almenys 3 elements.

Cap d'elles és necessària. Per exemple, hi ha una relació {\displaystyle R} que no és reflexiva però sí que és densa, o bé, una relació no buida i densa no pot ser antitransitiva.
Un ordre parcial estricte {\displaystyle <} és un ordre dens si i només si {\displaystyle <} és una relació densa. Una relació densa que també és transitiva es diu que és idempotent .